# Śmiadowo-Kolonia
Śmiadowo-Kolonia – osada w Polsce położona w województwie zachodniopomorskim, w powiecie szczecineckim, w gminie Borne Sulinowo.
Nazwę oficjalnie utworzono 1 stycznia 2018 roku, wcześniej była to niestandaryzowana nazwa osady wsi Dąbrowica.